# Chiesa della Visitazione di Maria e di Sant'Antonio
La chiesa della Visitazione di Maria e di Sant'Antonio Abate è un luogo di culto cattolico situato nel comune di Millesimo, in via 11 Febbraio, in provincia di Savona. La chiesa è sede della parrocchia omonima dell'unità pastorale di Val Bormida della diocesi di Mondovì.

## Storia e descrizione

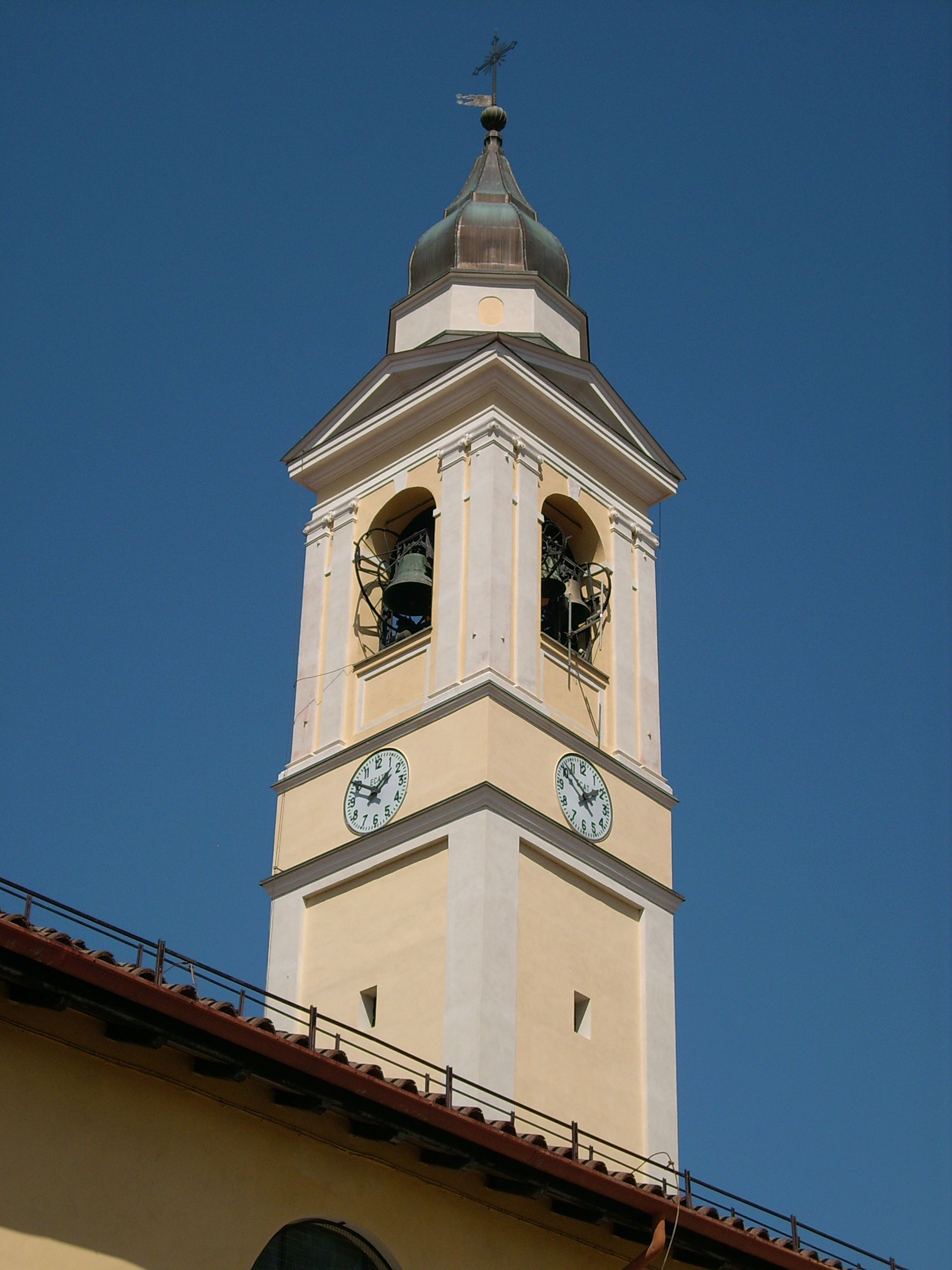
Il campanile

Parzialmente ricostruita nel 1467 su un edificio preesistente di proprietà dei monaci di sant'Antonio abate, uno dei monasteri insistenti nel territorio di Millesimo. La chiesa fu consacrata nello stesso anno dal vescovo di Alba monsignor Pietro del Carretto. Ulteriori modifiche alla struttura si attuarono nel 1723 con il prolungamento del coro e la costruzione di un nuovo altare maggiore.
Conserva al suo interno la statua della Madonna del Carmine, portata ogni anno in processione durante le festività patronali, e il crocifisso della scuola scultorea di Anton Maria Maragliano. Si trovano inoltre al suo interno un'acquasantiera del 1484 e un pregevole organo Vittino restaurato dal maestro Graziano Interbartolo.